# Кізен
Кізен (нім. Kiesen) — громада  в Швейцарії в кантоні Берн, адміністративний округ Берн-Міттельланд.

## Географія
Громада розташована на відстані близько 18 км на південний схід від Берна.
Кізен має площу 4,7 км², з яких на 17,9% дозволяється будівництво (житлове та будівництво доріг), 52,8% використовуються в сільськогосподарських цілях, 26,5% зайнято лісами, 2,8% не є продуктивними (річки, льодовики або гори).

## Демографія
2019 року в громаді мешкало 1012 осіб (+20,8% порівняно з 2010 роком), іноземців було 6,3%. Густота населення становила 216 осіб/км².
За віковим діапазоном населення розподілялося таким чином: 23,7% — особи молодші 20 років, 61,3% — особи у віці 20—64 років, 15% — особи у віці 65 років та старші. Було 426 помешкань (у середньому 2,4 особи в помешканні).
Із загальної кількості 386 працюючих 33 було зайнятих в первинному секторі, 51 — в обробній промисловості, 302 — в галузі послуг.